# 岡崎宏美
岡崎 宏美（おかざき ひろみ、1951年6月12日 - ）は、日本の政治家。新社会党中央執行委員長。元衆議院議員（2期）。

## 来歴
兵庫県立明石南高等学校卒業。兵庫県職員労働組合員で日本社会党員だった。国鉄民営化と連合加盟に反対したため、1990年の第39回総選挙に旧兵庫1区から立候補しようとしたが、公認を得ることができず、無所属で立候補し初当選した。選挙後に社会党会派入りした。1993年の第40回総選挙においても同様に公認を得られず無所属で立候補し再選。
1996年1月1日、参議院議員の矢田部理らとともに新社会党に参加。社会党執行部は岡崎らの離党届を受理せず、除名処分となった。同年10月の第41回総選挙には比例近畿ブロックの新社会党名簿第1位として立候補したが、落選した。その後の総選挙、参議院選挙でも落選を経験し、原和美（当時神戸市会議員）ら後進に道を譲る形で新社会党副委員長も辞任したが、政治家としての活動は続けている。
2017年4月23日 新社会党第22回定期全国大会で党中央執行委員長に選出。

## 政歴
- 1990年2月18日 第39回総選挙に旧兵庫1区より無所属で出馬し当選する。その後日本社会党に追加公認された。
- 1993年7月18日 第40回総選挙に旧兵庫1区より無所属で出馬し当選する。その後日本社会党に追加公認された。
- 1996年1月1日 新社会党結成に参加し副委員長に就任する。その後社会党を除名される。
- 1996年10月20日 第41回総選挙に比例近畿ブロックから新社会党名簿順位1位（兵庫3区との重複立候補）で出馬したが比例代表と小選挙区、共に落選した。
- 1998年6月 ドキュメンタリー「国会に窓はない―土井たか子さんへの訣別宣言」を出版する。
- 2000年6月25日 第42回総選挙、兵庫3区から新社会党公認で再度立候補したが、落選。
- 2001年7月29日 第19回参議院議員通常選挙に比例区から新社会党公認で出馬するも落選した。
- 2017年4月23日 新社会党第22回定期全国大会で党中央執行委員長に選出[1]。

## 過去に経験した役職
- 日本社会党中央総支部女性対策部長
- 新社会党副委員長
- 新社会党顧問

## 政策・主張
選択的夫婦別姓制度導入や婚外子差別撤廃など民法改正に賛同。「女性差別撤廃条約も批准された、そして国内でもいろいろな運動も展開された、そしてその中で女性の生き方を束縛するような問題で速やかに解決するべき」と述べている。

## その他
選挙などでは「岡崎ひろみ」という表記をよく使っていた。